# Нкула
Нку́ла (англ. Nkula) — традиційна громада у складі дистрикту Мачинга Південного регіону Малаві.
Населення — 27349 осіб (2018).